# Macromerion
Macromerion es un género extinto de sinápsidos pelicosaurios perteneciente a la familia Sphenacodontidae proveniente del Carbonífero Superior en la República Checa. Fue nombrado como una especie de Labyrinthodon en 1875 y trasladado a su propio género en 1879.